# Proteinteknik
Proteinteknik (Protein engineering) är tillämpningen av naturvetenskap, matematik och ekonomi i processen att skapa användbara eller på annat sätt värdefulla proteiner. Vetenskapen är fortfarande relativt ny, och mycket forskning koncentreras för närvarande på förståelsen av proteinveckning och proteinigenkänning för att användas inom proteindesign. Protein engineering går kort sagt ut på att modifiera ett protein att få förbättrade egenskaper än de naturliga, samt att använda bakterier för att kunna framställa industriella mängder av det önskade proteinet.
Ett exempel på en lyckad produkt genom protein engineering är rekombinant insulin.[källa behövs]

## Metoder
Idag använder man sig i stort sett uteslutande av existerande proteiner som man modifierar för att få förändringar i stabilitet, specificitet (hos till exempel enzymer) samt katalysförmåga. Detta kan man göra genom två olika metoder.
Rationell design (rational design), där man använder kunskap inom strukturen och funktionen hos ett protein för att göra förändringar. Detta har fördelen att det är relativt billigt, och ofta framgångsrikt eftersom metoderna är välutvecklade. Nackdelen är att det kräver stor kunskap om utgångsproteinet, vilket ger färre utgångsmaterial att arbeta med.
Styrd evolution (directed evolution) Med denna metod utsätter man ett protein för slumpmässig mutagenes och mäter slutresultatet för att plocka ut de proteiner som utvecklas åt det håll man vill i avseende på en eller flera egenskaper. Man utför processen många gånger och plockar ut de proteiner som är intressanta varje gång. Denna metod ger ofta bättre slutresultat än genom rationell design, men är i gengäld betydligt mer tidskrävande och dyr.
De båda metoderna utesluter inte varandra. Bäst resultat fås ofta genom en kombination av de båda.

## Verktyg
Ett urval av de "verktyg" man använder sig av:
- PCR (Polymerase Chain Reaction) - Kopierar DNA till större volymer
- Restriktionsenzymer - "Molekylärbiologiska saxar" - klipper DNA på specifika ställen
- Plasmider - Används för att föra in de DNA-bitar man har skapat för proteinsyntes i en bakterie
- Mutagenes - Modifikation av DNA på "gen-nivå"
- DNA-sekvensering - En kontrollmetod för att se om man verkligen utfört de förändringar man ville